# Walentyna Markowska-Gałach

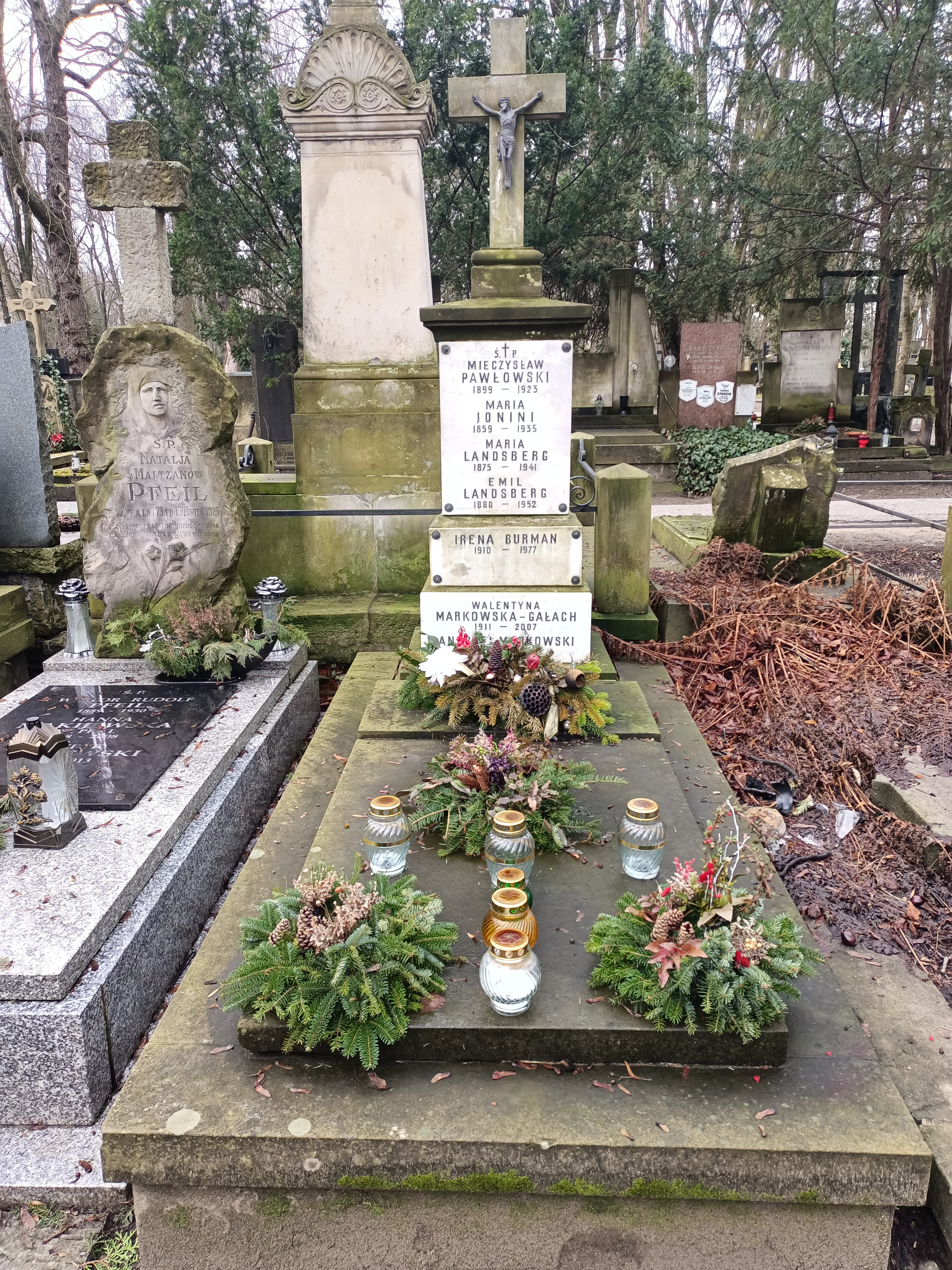
Grób Walentyny Markowskiej-Gałach na cmentarzu Powązkowskim

Walentyna Markowska-Gałach (ur. 1911, zm. 1 października 2007) – polska adwokat.
Pochodziła ze żmudzkich rodów Landsbergów i Romerów – była córką inżyniera i działacza polityczno-gospodarczego – Emila Landsberga.
W latach 1954–1955 członkini Zespołu Adwokackiego nr 4 w Warszawie, a w latach 1955–1964 Zespołu Adwokackiego nr 28 w Warszawie. Podczas stanu wojennego była w zespole do spraw represjonowanych nauczycieli przy Komitecie Prymasowskim. Prawny doradca NSZZ „Solidarność”.
Pochowana 8 października 2007 roku, na Cmentarzu Powązkowskim w Warszawie.